# Cuiavia
La Cuiavia (talvolta scritto Cuyavia o Kuiavia, in polacco: Kujawy; nel latino medioevale: "Cuiavia" o più spesso, con la grafia medioevale: "Cujavia") è una regione storica della Polonia. È la parte più a nord della Grande Polonia, e si trova ad ovest della Masovia e ad est della Pomerania, e giace tra i fiumi Vistola, Noteć e Krówka.
Inizialmente, nei primi anni del Medioevo, la regione aveva come confini la terra di Kruszwica e politicamente faceva parte della Grande Polonia. Col tempo, nel XII secolo, l'influenza politica dei duchi locali fu estesa in gran parte della Masovia. A causa delle terre fertili e degli abbondanti fiumi, la regione si stava sviluppando rapidamente e insieme allo sviluppo, cresceva la popolazione.
La storia politica della Cuiavia è complessa come quella della vicina Masovia. Nel X secolo, fu stabilito un vescovado a Kruszwica (il primo vescovo fu un vescovo missionario Lucidus (egli, tra l'altro fondò, nel 980, la parrocchia a Petricovia in Cuiavia (oggi: Piotrków Kujawski), che fu quasi subito abolito, ma ancora reintrodotto nel 1123 o 1124, e la capitale della regione fu spostata a Włocławek (in latino, quindi anche in italiano: Vladislavia).
Nel 1186 la regione fu conquistata da Mieszko III il Vecchio, che instaurò un ducato per uno dei figli, Bolesław (in italiano: Boleslao). Dopo la morte di quest'ultimo, avvenuta nel 1195, il ducato fu reicorporato nella Masovia. All'incirca nel 1231, il duca Corrado I di Masovia ristabilì il ducato come proprietà del figlio Casimiro I di Cuiavia. Dopo la sua morte nel 1267, il ducato fu ulteriormente diviso in due possedimenti separati, governati dai suoi successori, con capitali in Inowrocław e Brześć Kujawski.
Nel 1332 la regione di Cuiavia fu conquistata dai Cavalieri teutonici, che la controllarono fino al 1343. Infatti, il loro dominio sulla regione fu giudicato fuorilegge dalla corte papale ed entro il 1364 la Polonia riconquistò tutti i territori.
Anche una volta parte della Polonia, la regione mantenne la sua tradizionale divisione in due parti separate: Voivodato di Inowrocław e Voivodato di Brześć Kujawski, che condividevano il Parlamento. Dopo la prima spartizione della Polonia del 1772, la parte settentrionale della Cuiavia fu annessa alla Prussia. L'annessione del resto della regione seguì nel 1793, dopo la quale tutta la Cuiavia diventò parte della Prussia, come nuova provincia della Nuova Prussia Orientale.
Tra il 1807 e il 1815, la regione entrò a far parte del Ducato di Varsavia, ma dopo la caduta di Napoleone Bonaparte, finì di nuovo sotto dominazione straniera. La maggior parte dell'area, con le città più grandi come Bydgoszcz, Inowrocław e Kruszwica fu di nuovo annessa alla Prussia, mentre la parte a estremo oriente con Radziejów, Piotrków Kujawski e Vladislavia fu annessa all'Impero russo e passò al Regno di Polonia. Dal 1918 la regione è tornata nuovamente a far parte della Polonia, e dal 1999 la maggior parte della regione appartiene al Voivodato della Cuiavia-Pomerania.

## Città
L'elenco completo delle città della Cuiavia:
- Aleksandrów Kujawski
- Barcin
- Brześć Kujawski
- Bydgoszcz
- Chodecz
- Ciechocinek
- Gniewkowo
- Inowrocław
- Izbica Kujawska
- Janikowo
- Koronowo
- Kowal
- Kruszwica
- Lubień Kujawski
- Lubraniec
- Nieszawa
- Pakość
- Piotrków Kujawski
- Przedecz
- Radziejów
- Solec Kujawski
- Sompolno
- Strzelno
- Włocławek

Le più grandi città della Cuiavia:
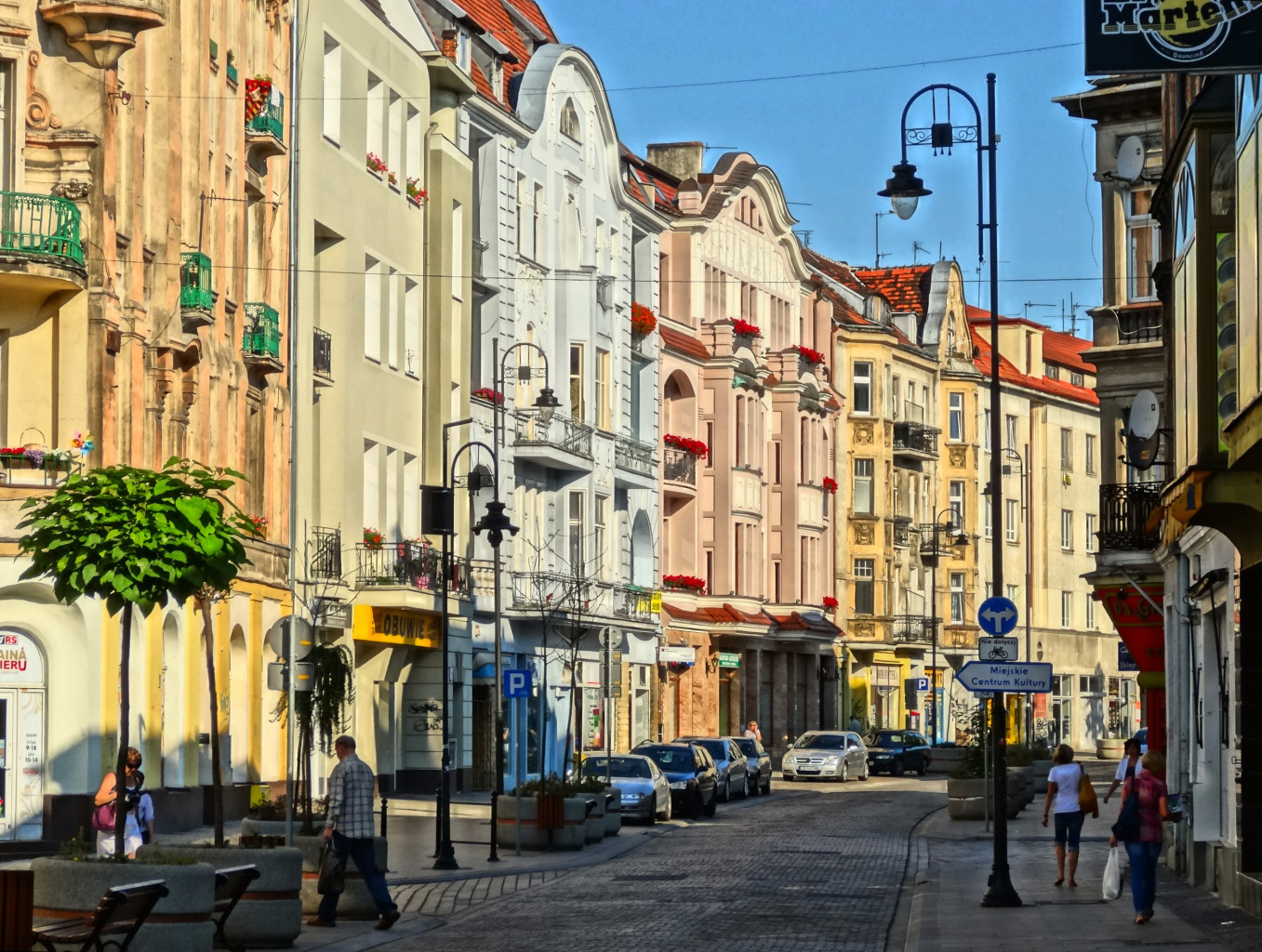
1. Bydgoszcz
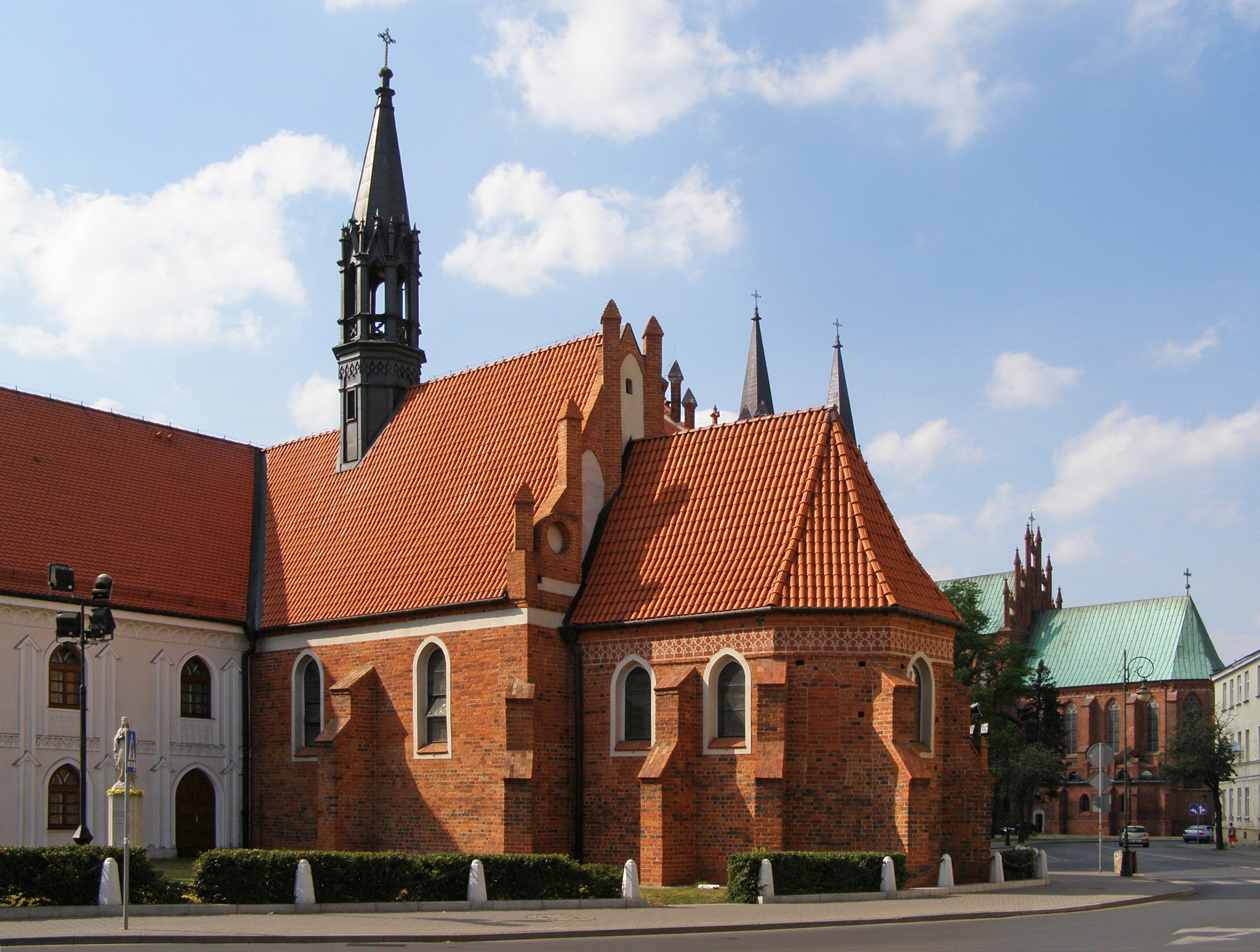
2. Włocławek
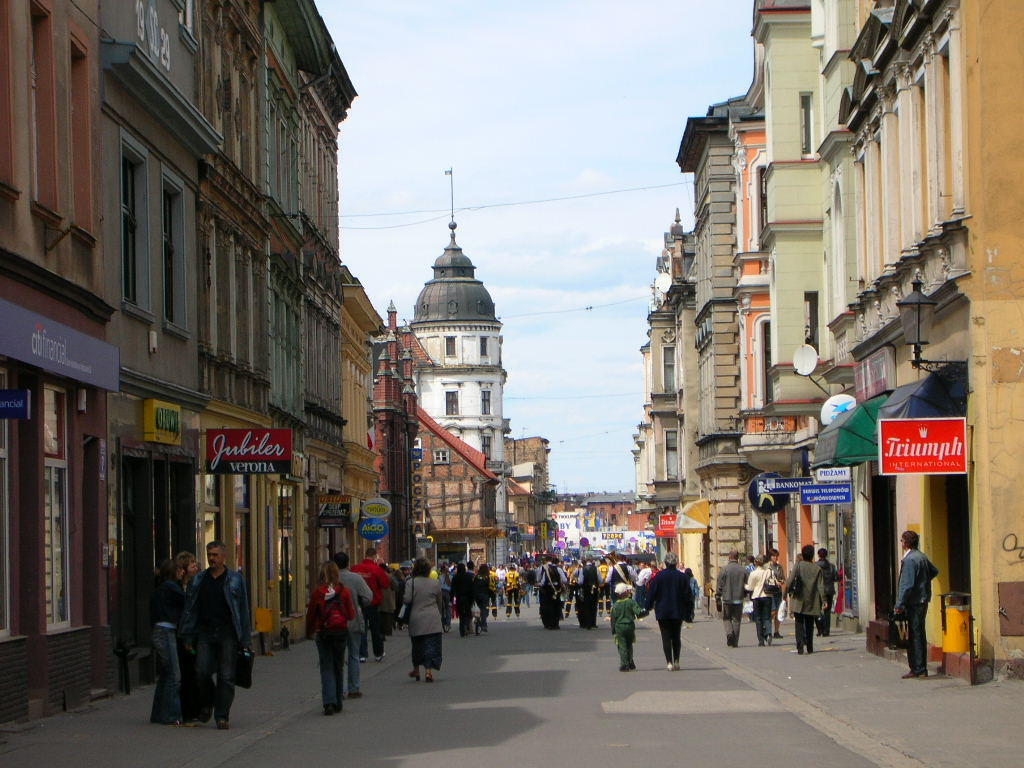
3. Inowrocław
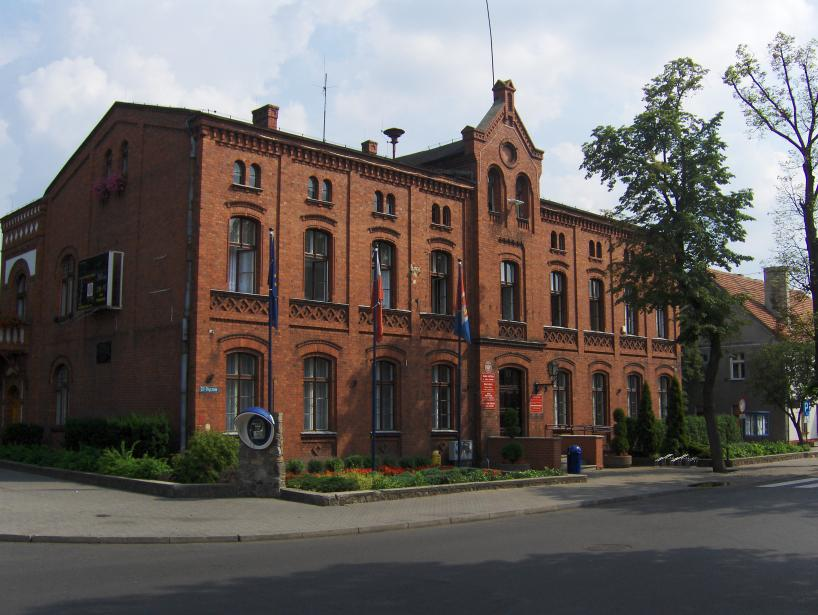
4. Solec Kujawski
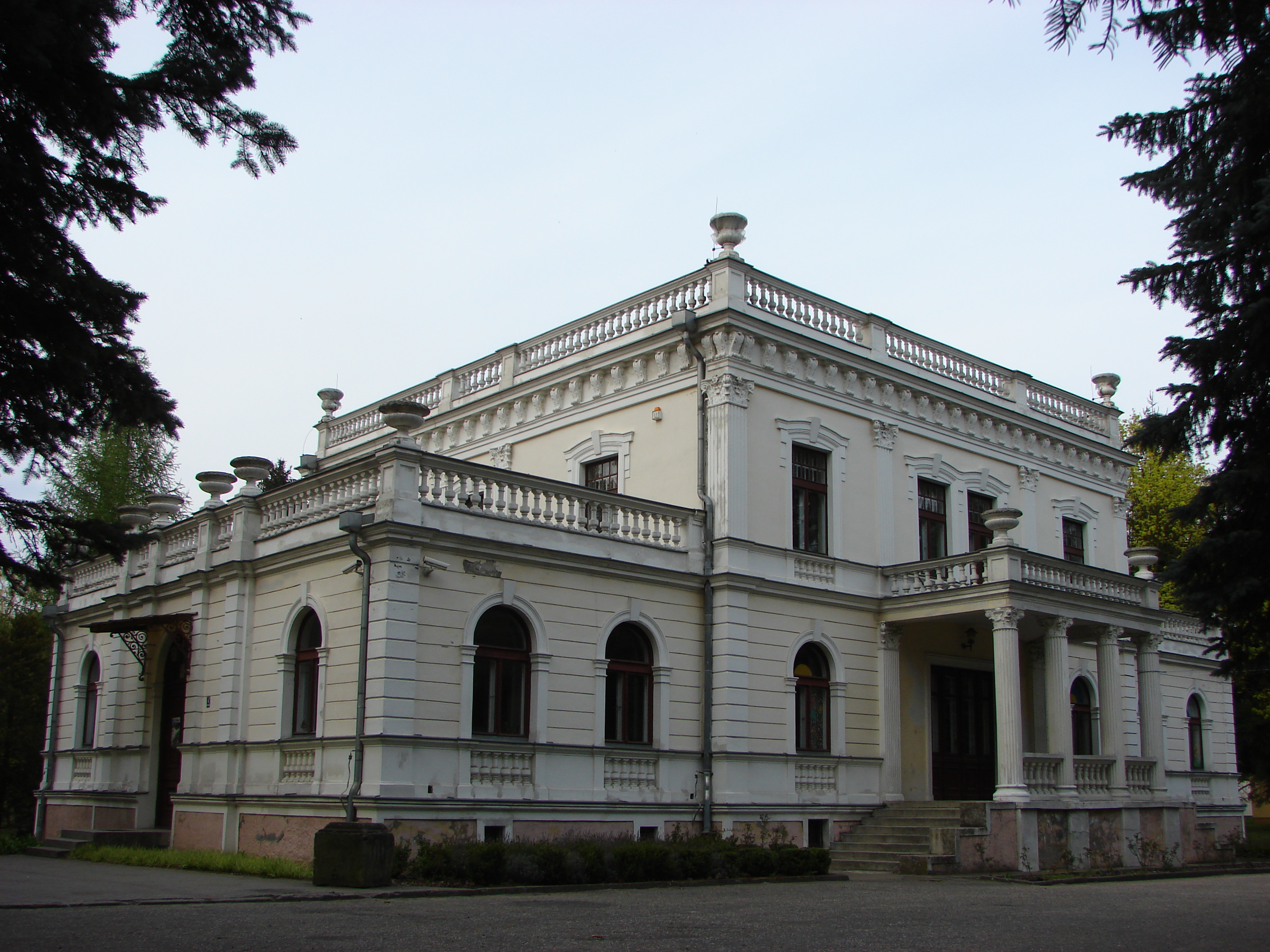
5. Aleksandrów Kujawski
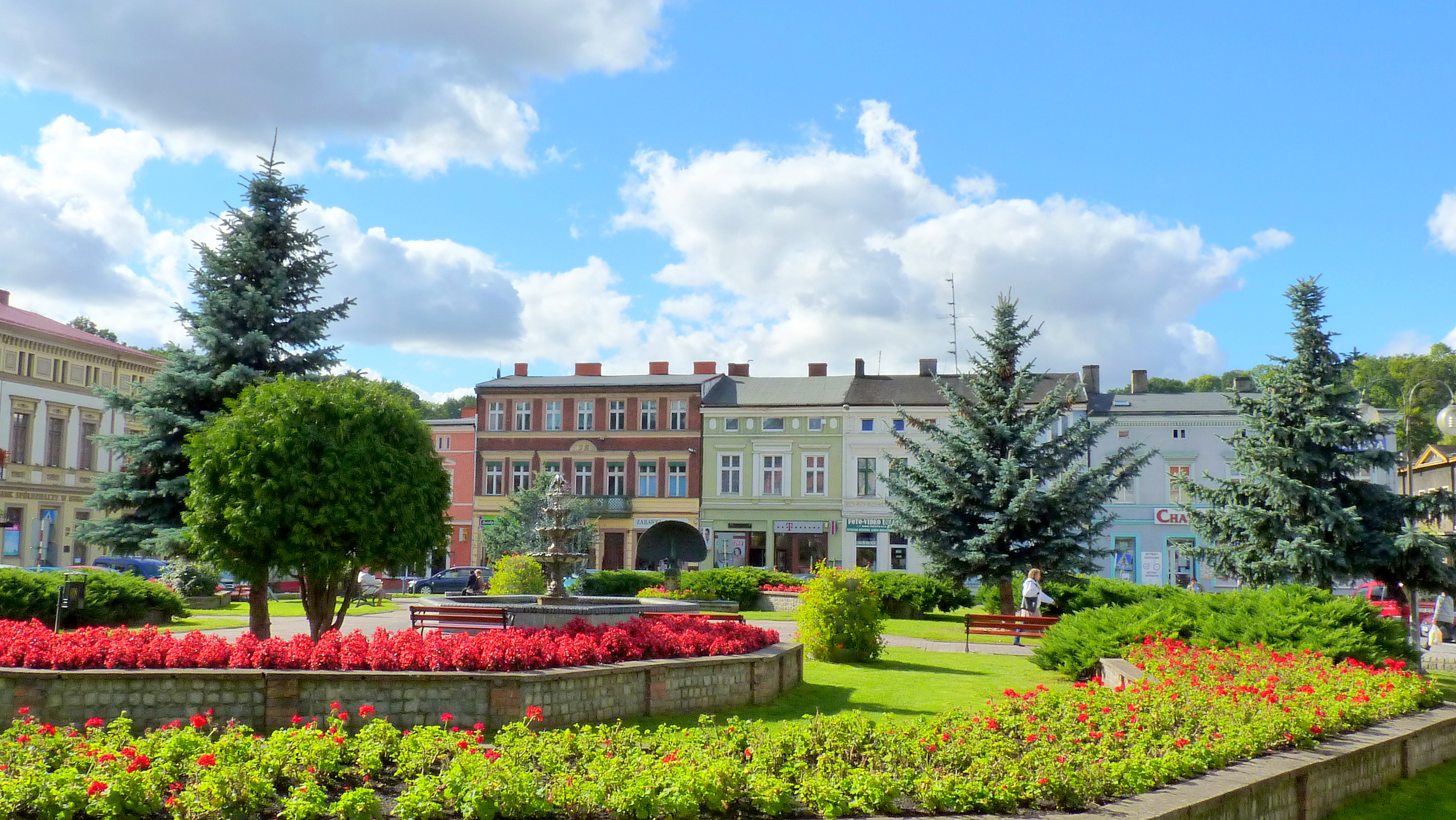
6. Koronowo